# 상북중앙로
상북중앙로(Sangbukjungang-ro)는 경상남도 양산시 상북면 중심부를 연결하는 도로이다.

## 연혁
- 1989년 3월 11일 : 국도에서 해제된 양산군 상북면 석계리 일대 구 도로부지 폐지[1]

## 주요 경유지
경상남도
- 양산시 (상북면)

## 노선
| 이름               | 접속 노선                                                    | 소재지 | 소재지 | 비고                   |
| ------------------ | ------------------------------------------------------------ | ------ | ------ | ---------------------- |
| 고려제강앞 교차로  | 국도 제35호선 (양산대로)                                     | 양산시 | 상북면 |                        |
| (대성마을)         | 지방도 제1028호선 (홍룡로)                                   | 양산시 | 상북면 | 지방도 제1028호선 구간 |
| (공암마을)         | 공암길                                                       | 양산시 | 상북면 | 지방도 제1028호선 구간 |
| (모래불)           | 국도 제35호선 지방도 제1028호선 (양산대로) 구소석길 모래불길 | 양산시 | 상북면 | 지방도 제1028호선 구간 |
| (교차로 명칭 없음) | 석계산단로                                                   | 양산시 | 상북면 |                        |
| 내석입구삼거리     | 삼계2길                                                      | 양산시 | 상북면 |                        |
| 석계리             | 국도 제35호선 (양산대로)                                     | 양산시 | 상북면 |                        |

## 주요 건물 및 시설
- 양산세관 (경상남도 양산시 상북면 상북중앙로 23)
- 상북파출소 (경상남도 양산시 상북면 상북중앙로 394)
- KT양주빌딩 (경상남도 양산시 상북면 상북중앙로 396)
- 상북면행정복지센터 (경상남도 양산시 상북면 상북중앙로 398)
- 양산상북우체국 (경상남도 양산시 상북면 상북중앙로 400)